# Ralph Erskine (Kryptologe)
Thomas Ralph Erskine CB (* 14. Oktober 1933 in Belfast; † 9. April 2021) war ein britischer Historiker und Kryptologe.

## Leben
Ralph Erskine wurde als eines von vier Kindern von Robert Todd Erskine, einem Geschäftsmann aus Belfast, und dessen Ehefrau Mary Edith Erskine, geb. Motherwell, in der nordirischen Hauptstadt geboren. Etwa 130 km westlich davon, in Enniskillen, besuchte er die Portora Royal School, wie vor ihm auch Samuel Becket und Oscar Wilde. Im September 1947 wechselte er auf das Campbell College in Belfast, bevor er ab Juli 1949 sein Jura-Studium an der Queen’s University Belfast begann, das er 1955 abschloss. Am 1. Juli 1957 erhielt er seine Zulassung zum Gray’s Inn, einer der vier englischen Anwaltskammern mit Sitz in London.
Danach arbeitete er als Rechtsanwalt und Ministerialrat (englisch NIO Permanent Secretary) des Northern Ireland Office (NIO), dem für Nordirland zuständigen Ministerium des Vereinigten Königreichs. Er wohnte weiterhin in seiner Geburtsstadt Belfast. Für seine vorbildlichen zivilen Verdienste wurde er durch Königin Elisabeth II. in den Order of the Bath (Companion) aufgenommen.
Als Hobby befasste er sich mit klassischer Kryptologie bis hin zu Verschlüsselungsverfahren des Zweiten Weltkriegs. Sein spezielles Interesse galt der Kryptanalyse, also Methoden zum Brechen der Verschlüsselungen und den damit verknüpften historischen Auswirkungen. Insbesondere interessierte er sich für die im Nachrichtenverkehr des deutschen Militärs im Zweiten Weltkrieg benutzten Rotor-Schlüsselmaschine Enigma, sowie für Verfahren und Maschinen zu ihrem Bruch, wie beispielsweise der Turing-Bombe, und den daraus resultierenden geschichtlichen Konsequenzen.
Im Jahr 2000 wurde ihm vom Bletchley Park Trust der besondere Titel eines Forschungsgelehrten (Visiting Research Scholar) von Bletchley Park verliehen, also der Stelle im Vereinigten Königreich, die sich während des Zweiten Weltkriegs erfolgreich mit der Entzifferung des geheimen Nachrichtenverkehrs der deutschen Wehrmacht befasst hat und heute ein Museum ist. Diese Ehrung erhielt er gleichzeitig mit Frode Weierud und David Hamer. Im Jahr 2002 hielt er die Gauß-Vorlesung der Deutschen Mathematiker-Vereinigung (DMV). Er war Mitglied der Crypto Simulation Group (CSG). 
Thomas Ralph Erskine wurde 87 Jahre alt. Er hinterließ seine Ehefrau Joan und seine beiden Kinder Diane und Paul.
Hugh Sebag-Montefiore bezeichnete Ralph Erskine als the leading expert of Naval Enigma („der führende Experte für die Marine-Enigma“).

## Schriften (Auswahl)
- Mit Michael Smith: The Bletchley Park Codebreakers. Biteback Publishing, New York NY 2011, ISBN 978-1-84954-078-0.
- The Kenngruppenbuch Indicator System – Used with the Main Wartime Naval Enigma Ciphers. In: The Bletchley Park Codebreakers. Biteback Publishing, New York NY 2011, ISBN 978-1-84954-078-0, unpaginiert, (online, PDF; 0,1 MB, englisch).
- Captured Kriegsmarine Enigma Documents at Bletchley Park. In: Cryptologia. Band 32, Nr. 3, 2008, S. 199–219, doi:10.1080/01611190802088318.
- Brigadier John Tiltman: One of Britain’s Finest Cryptologists. In: Cryptologia. Band 27, Nr. 4, 2003, S. 289–318, doi:10.1080/0161-110391891928.
- Der Krieg der Code-Brecher. In: Bayerische Akademie der Wissenschaften. Akademie aktuell. November 2002, S. 5–11.
- The Admiralty and cipher machines during the Second World War: Not so stupid after all. In: Journal of Intelligence History. Band 2, Nr. 2, 2002, ISSN 1616-1262, S. 49–68, doi:10.1080/16161262.2002.10555069.
- Kriegsmarine short signal systems – and how Bletchley Park exploited them. In: Cryptologia. Band 23, Nr. 1, 1999, S. 65–92, doi:10.1080/0161-119991887775.
- Das Kurzsignalverfahren Kurier. Erprobung, Gegenmaßnahmen, Bewertung. In: Arthur O. Bauer: Funkpeilung als alliierte Waffe gegen deutsche U-Boote 1939–1945. Wie Schwächen und Versäumnisse bei der Funkführung der U-Boote zum Ausgang der „Schlacht im Atlantik“ beigetragen haben. Selbstverlag, Diemen 1997, ISBN 3-00-002142-6, S. 219–225, (online, PDF; 0,4 MB).
- First naval Enigma decrypts of World War II. In: Cryptologia. Band 21, Nr. 1, 1997, S. 42–45, doi:10.1080/0161-119791885760.
- The breaking of Heimisch and Triton. In: Intelligence and National Security. Band 3, Nr. 1, 1988, ISSN 0268-4527, S. 162–183, doi:10.1080/02684528808431933.
- mit Frode Weierud: Naval Enigma M4 and its rotors. In: Cryptologia. Band 11, Nr. 4, 1987, S. 235–244, doi:10.1080/0161-118791862063.